# Eucereon casca
Eucereon casca är en fjärilsart som beskrevs av Paul Dognin 1894. Eucereon casca ingår i släktet Eucereon och familjen björnspinnare. Inga underarter finns listade i Catalogue of Life.